# Upland (Kalifornia)

Położenie Upland w hrabstwie San Bernardino

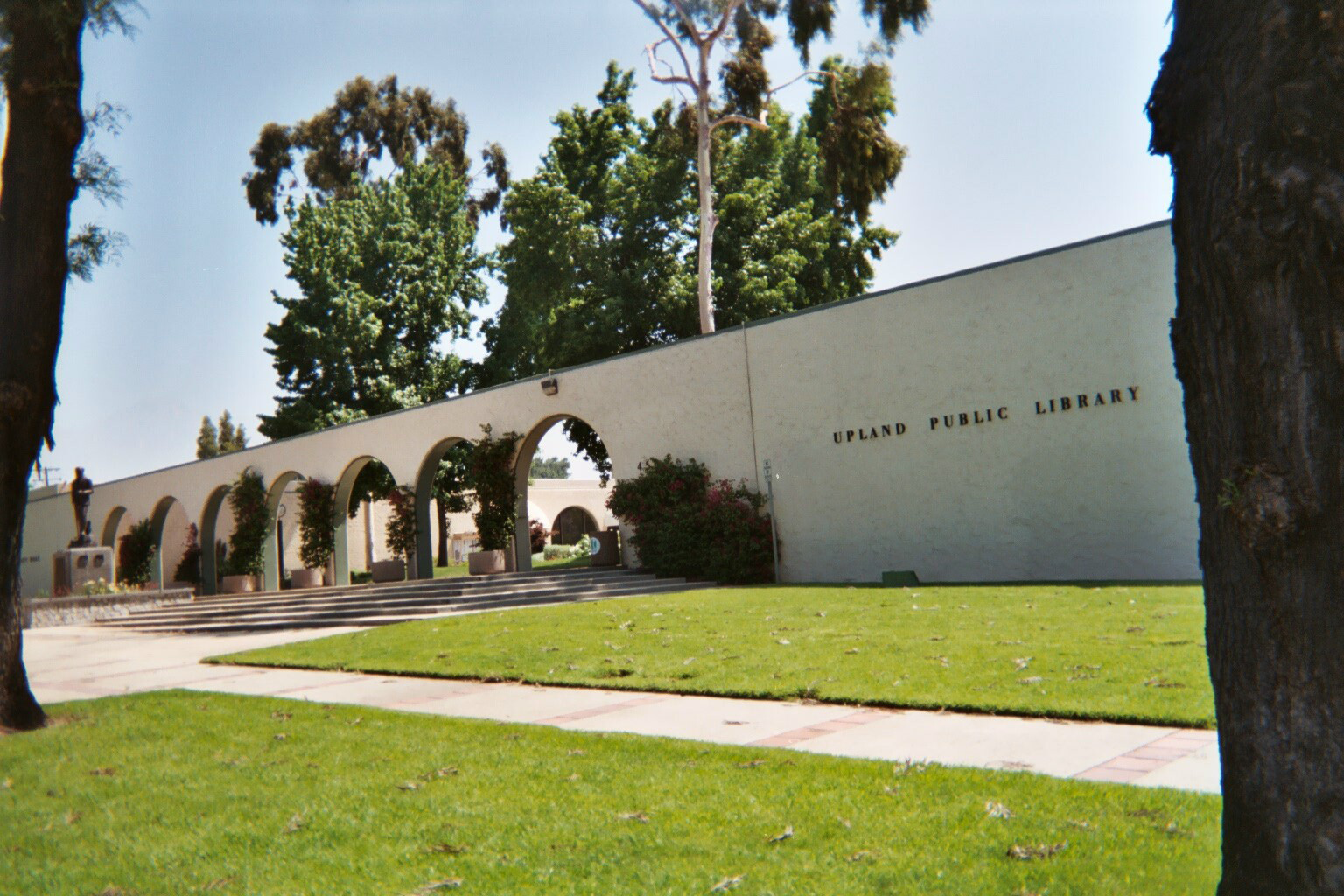
Biblioteka publiczna w Upland

Upland – miasto w Stanach Zjednoczonych położone w południowo-zachodniej części hrabstwa San Bernardino w Kalifornii. Liczba mieszkańców 68 393 (2000).
Z Upland pochodzi Tayyiba Haneef-Park, amerykańska siatkarka, reprezentantka kraju.

## Historia
Pierwotnie mała osada, której gospodarka oparta była na rolnictwie, zwłaszcza na uprawie cytrusów, winogron i owoców. Prawa miejskie i obecna nazwa od 1906 roku. Poprzednia nazwa: North Ontario.

## Miasta partnerskie
- Mildura, Australia
- Caborca, Meksyk